# Æthelbald merciai király
Æthelbald (angolszászul: ÆþELBALD ALVVIHING MIERCNA CYNING), († 757, Seckington, Anglia), Mercia erőskezű királya 716–757 között, a Humber folyó, és a La Manche csatorna között elterülő összes angolszász királyság államszövetségének a vezetője. Dominanciáját az tette lehetővé, hogy Kent erőskezű királya, Wihred 725-ben meghalt, Ine, Wessex királya pedig 726-ban lemondott. Uralma alatt London az essexi királyság helyett Mercia fennhatósága alá került.
Eawa király († 642) unokája, Alweo fia. Száműzöttből vált zsarnokká. Menekültként szerzetesek, remeték, szent életű emberek társaságát kereste. Trónra kerülve is megmaradt buzgó kereszténynek, de a testiség kísértéseinek nemigen tudott ellenállni. Bár bőkezűen bánt az egyházzal, 746-ban, vagy 747-ben mégis szemrehányó levelet kapott Szent Bonifáctól, és más, a mai Németország területén térítő angolszász püspököktől, akik kicsapongó életvitelét, és az egyházi előjogok megsértését kérték rajta számon. Bonifác a fejére olvasta a királynak, hogy „kétszeresen vétkezik”, mivel királyi hatalmával visszaélve apácazárdákban olyan kegyeket erőszakol ki, amikhez egyébként nem jutna hozzá.
Gyámolította a szegényeket, betartatta a törvényt, és biztosította a rendet; 733-ban rabló hadjáratot vezetett a déli Wessex ellen, 740-ben pedig földúlta Northumbria jó részét, miközben az ország sokat zaklatott királya a piktekkel viaskodott (ez utóbbi győzelme után a Dél-Anglia királya, és a Britannia királya címet adományozta magának); 749-ben felmentette a templomokat mindenfajta közteher alól, kivéve a hidak javítását, és az erődépítést.
41 évnyi uralom után, 757-ben saját testőrei gyilkolták meg.